# 89-й отдельный лыжный батальон
89-й отдельный лыжный батальон — воинская часть вооружённых сил СССР в Великой Отечественной войне.

## История
Батальон сформирован в Архангельском военном округе в Архангельске в ноябре 1941 года.
В действующей армии с 20 декабря 1941 по 20 марта 1942 года.
Поступил в армию в конце Тихвинской операции, ведёт боевые действия в районе Кириши — Лезно, по-видимому почти полностью уничтожен в боях января 1942 года.
Официально расформирован 20 марта 1942 года.

## Подчинение
| Дата            | Фронт (округ)    | Армия     | Корпус | Примечания |
| --------------- | ---------------- | --------- | ------ | ---------- |
| 01.01.1942 года | Волховский фронт | 4-я армия | -      | -          |
| 01.02.1942 года | Волховский фронт | 4-я армия | -      | -          |
| 01.03.1942 года | Волховский фронт | 4-я армия | -      | -          |